# Alopecosa leonhardii
Alopecosa leonhardii este o specie de păianjeni din genul Alopecosa, familia Lycosidae. A fost descrisă pentru prima dată de Strand, 1913. Conform Catalogue of Life specia Alopecosa leonhardii nu are subspecii cunoscute.